# 카미유 (가수)
카미유 달메즈(Camille Dalmais, 1978년 3월 10일 ~ )는 단순히 카미유(Camille)라는 이름으로 잘 알려진 프랑스의 가수이다.

## 약력
파리 14구에서 영어 교사 어머니와 뮤지션 아버지 사이에서 태어나 파리 교외 이블린 주에서 자란다. 고등학교 졸업 후 파리 정치 대학에 진학하였다. 재학 중에 만든 테이프가 앙리 살바도르의 눈에 띄어 데뷔 앨범을 제작한다.